# 파르페
파르페(프랑스어: parfait)는 길다란 유리잔에 아이스크림, 과일 등을 넣어 먹는 프랑스의 대표적인 빙과의 한 종류로, 취향에 따라 크림, 초콜릿 시럽, 시리얼, 견과류 등을 추가한다.

## 역사
1894년에 처음 만들어졌으며, 어원은 '완전한'이라는 의미의 프랑스어 단어인 파르페(parfait)이다. 미국에서는 파르페와 비슷한 형태를 한 선디라는 음식이 있다.

## 같이 보기
- 프랑스 요리
- 선디
- 아이스크림
- 그라니타
- 젤라토